# Pambolus seyrigi
Pambolus seyrigi är en stekelart som först beskrevs av Granger 1949.  Pambolus seyrigi ingår i släktet Pambolus och familjen bracksteklar. Inga underarter finns listade i Catalogue of Life.